# 麥哲倫橋
麥哲倫橋（Magellanic Bridge）是連接大小麥哲倫雲的一條由中性氫組成的氣流，其中已知存在幾顆恆星 。。儘管此氫流密度低，但仍具備恆星形成的能力。整條氫流的質量為 3-5x10^5⊙。
根據該區域最古老恆星的金屬豐度和N體模型(N-body simulation)，麥哲倫橋的年齡可能在2億至15億年之間。 
不要將它與麥哲倫星流混淆在一起，後者將麥哲倫雲與銀河系連結在一起，是J. V. Hindman等人在1963年發現的。

## 恆星
在連接大麥哲倫星雲（LMC）和小麥哲倫星雲（SMC）的麥哲倫橋上，有一連串的恆星。
這座恆星橋較為集中在西部，代表著明亮的年輕恆星，這些恆星在其短暫的生命中不會走得太遠，它們是由恆星形成區中類似原始氣體的氣體所誕生，這些氣體被小麥哲倫星雲較弱的引力場所拉扯，並失去了束縛（「潮汐剝離」）。有兩個主要的密度團塊，一個靠近小麥哲倫星雲，另一個在兩個星系的中間，稱為OGLE島。
在麥哲倫橋中發現了O型星。這些恆星被證實具有低鐵豐度，其金屬度系統類似於六分儀座A和Leo P的矮星系。